# کیتی پری
کاترین الیزابت هادسن (انگلیسی: Katheryn Elizabeth Hudson؛ زادهٔ ۲۵ اکتبر ۱۹۸۴) که با نام حرفه‌ای کِیتی پِری (Katy Perry) شناخته می‌شود، خواننده، ترانه‌نویس و داور تلویزیونی آمریکایی است. در طول حرفه‌اش او بیش از ۱۴۳ میلیون نسخه از آثارش را در سرتاسر جهان فروخته است که او را تبدیل به یکی از پرفروش‌ترین هنرمندان تاریخ کرده است. او به‌خاطر تأثیرش بر موسیقی پاپ و سبک پرزرق‌وبرقش شناخته شده است.
او در نوجوانی از موسیقی غیر مذهبی منع شده بود و با موسیقی گاسپل بزرگ شد. پری در سال اول دبیرستان حرفهٔ موسیقی را با نام کیتی هادسن و با انتشار آلبومی با همین نام در سال ۲۰۰۲ آغاز کرد. یک سال بعد به لس آنجلس مهاجرت کرد تا در زمینه موسیقی غیرمذهبی فعالیت کند. او مشترکاً با گروه ماتریکس آلبومی را ضبط کرد که در سال ۲۰۰۹ منتشر شد. او همچنین آلبومی با گلن بالارد ضبط کرد که به خاطر مسائل مربوط به قرارداد، هیچ‌گاه منتشر نشد. در آوریل ۲۰۰۷، پری با کپیتال رکوردز قرارداد بست. در سال ۲۰۰۸ با انتشار تک‌آهنگی به نام «دختری را بوسیدم» از آلبوم دومش یکی از پسرها که پاپ راک بود، به شهرت رسید.
تک‌آهنگ‌های «دختران کالیفرنیا»، «رویای نوجوانی»، «آتش‌بازی»، «ای.تی.» و «آخرین شب جمعه (تی‌جی‌آی‌اف)» از آلبوم سوم وی به نام رویای نوجوانی که از دیسکو تأثیر گرفته است، در جدول بیلبورد ۲۰۰ به رتبه یک دست یافتند. رؤیای نوجوانی نخستین آلبوم یک هنرمند زن بود که ۵ تک‌آهنگ با رتبهٔ ۱ فهرست بیلبورد داشت و دومین آلبوم در طول تاریخ بعد از آلبوم بد (۱۹۸۷) مایکل جکسون. در مارس ۲۰۱۲، او این آلبوم را با نام رؤیای نوجوانی: شیرینی کامل دوباره منتشر کرد که آهنگ‌های «بخشی از من» و «کاملاً هوشیار» به ترتیب به رتبه‌های اول و دوم جدول بیلبورد راه پیدا کردند. آلبوم چهارم پری با نام منشور در سال ۲۰۱۳ روانهٔ بازار شد که شامل آهنگ‌های «غرش» و «اسب تیره» با رتبهٔ ۱ بیلبورد بود. پری در آن زمان معمولاً کار ترانه‌سرایی آهنگ‌هایش را با همکاری دیگران به ویژه دکتر لوک و مکس مارتین انجام داد. او از آن زمان آلبوم‌های گواه (۲۰۱۷)، لبخند (۲۰۲۰) و ۱۴۳ (۲۰۲۴) را منتشر کرده که موفقیت تجاری و انتقادی تغییرپذیری داشته است.
پری جوایز زیادی شامل چهار رکورد جهانی گینس، پنج جایزه موسیقی آمریکا، یک جایزه بریت و یک جایزه جونو دریافت کرده و از سال ۲۰۱۱ تا ۲۰۱۸ نامش در فهرست «پردرآمدترین زنان در موسیقی» که توسط مجله فوربز گردآوری شده، بوده است. او در سال ۲۰۱۱ برای اولین بار در فیلم اسمورف‌ها به جای شخصیت اسمورف مو طلا صحبت کرد و در سال ۲۰۱۳ در دنبالهٔ آن نیز همین نقش را بر عهده داشت. در ژوئیه سال ۲۰۱۲، وی مستند کیتی پری: بخشی از من را منتشر کرد که در آن به زندگی‌اش به عنوان یک هنرمند و ازدواج کوتاه‌مدتش با راسل برند بازیگر و کمدین انگلیسی در اوایل دههٔ ۲۰۱۰ میلادی پرداخته شده است. پری همچنین نخستین فردی است که در سال ۲۰۱۷ میلادی به رقم ۱۰۰ میلیون دنبال‌کننده در توئیتر دست یافت و نامش در رکوردهای جهانی گینس ثبت شد او از سال ۲۰۱۸ تا ۲۰۲۴ به عنوان یکی از داوران امریکن آیدل فعالیت داشت. او با دارایی خالص ۳۵۰ میلیون دلاری، یکی از ثروتمندترین موسیقی‌دانان جهان است. بیلبورد او را در فهرست «بزرگ‌ترین هنرمندان ترانه‌های پاپ تمامی دوره‌ها» در رتبه چهارم و در فهرست «بزرگ‌ترین ستارگان پاپ قرن بیست و یکم» در رتبهٔ بیست و پنجم قرار داد.

## زندگی و حرفه

### ۱۹۸۴–۱۹۹۸: کودکی و خانواده
کاترین الیزابت هادسون در سنتا باربارا، کالیفرنیا از دو کشیش پنتاکوستالیست، موریس کیت هادسون (به انگلیسی: Maurice Keith Hudson) (زاده ۱۹۴۷) و مری کریستین پری (به انگلیسی: Mary Christine Perry) (زاده ۱۹۴۷) زاده شد. والدین او مسیحیان دوباره متولد شده‌اند، که هر کدام پس از «سرکشی در نوجوانی» به خدا روی آورده‌اند. پری اصلیت پرتغالی، آلمانی، ایرلندی و انگلیسی دارد. او خواهرزادهٔ فرانک پری (۱۹۹۵–۱۹۳۰) تهیه‌کننده و کارگردان فیلم است. یک برادر کوچک‌تر به نام دیوید (زاده ۱۹۸۸) دارد که او هم خواننده است و یک خواهر بزرگ‌تر به نام آنجلا (زاده ۱۹۸۲). از سن ۳ تا ۱۱، به خاطر راه‌اندازی کلیساهای مختلف توسط پدر و مادرش، پری مرتب در کشور به همراه آن‌ها سفر می‌کرد، ولی دوباره در سنتا باربارا ساکن شدند. او به مدرسه‌ها و کمپ‌های مذهبی فرستاده می‌شد، از جمله دبستان مسیحیان سنتا باربارا. خانوادهٔ او وضعیت مالی خوبی نداشت و آن‌ها اغلب از برنامه کمکی تغذیه الحاقی استفاده می‌کردند.
پری در ابتدا به موسیقی گاسپل گوش می‌داد، زیرا موسیقی غیر مذهبی در خانهٔ آن‌ها ممنوع بود. او از طریق سی‌دی‌هایی که مخفیانه از دوستانش می‌گرفت، با موسیقی عامه‌پسند آشنا شد. با وجود این‌که او خودش را مذهبی نمی‌داند ولی می‌گوید: «من همیشه دعا می‌کنم، برای خودداری و فروتنی.» به دنبال خواهرش آنجلا، پری خوانندگی را با نوارهای تمرینی خواهرش شروع کرد. او برای پدر و مادرش اجرا کرد و آن‌ها تصمیم گرفتند که وی باید به کلاس آواز برود. او از ۹ تا ۱۶ سالگی تمرین آواز می‌کرد. او اجرا را در ۹ سالگی در کلیسا آغاز کرد. در ۱۳ سالگی گیتاری به عنوان کادوی تولدش دریافت کرد و ترانه‌هایی که خودش نوشته بود را اجرا نمود. در طول سال‌های نوجوانی، او ورزش‌های اسکیت، اسکیت بورد و موج سواری را آموخت. دیوید او را تام‌بویی در حال بلوغ توصیف می‌کرد. او به کلاس رقص نیز رفت و رقص‌های سوئینگ، لیندی هاپ و جیترباگ را نیز یادگرفت.

### ۱۹۹۹–۲۰۰۶: شروع حرفه،کیتی هادسنواثرانگشتان
پری در ۱۵ سالگی آزمون توسعه آموزش عمومی را با موفقیت پشت سر گذاشت و دبیرستان را برای دنبال کردن حرفهٔ موسیقی ترک کرد. در ابتدا اوپرای ایتالیایی در آکادمی موسیقی غرب در سنتا باربارا آموخت. آوازخوانی او توجه استیو توماس و جنیفر نپ را جلب کرد و آن‌ها او را برای ارتقای توانایی ترانه‌سرایی، به نشویل بردند. در نشویل او شروع به ضبط قطعات آزمایشی کرد و نواختن گیتار و ترانه نوشتن را یادگرفت. بعد از امضای قرارداد با رد هیل رکوردز، اولین آلبومش را با نام کیتی هادسن منتشر کرد. این آلبوم در ۶ مارس ۲۰۰۱ منتشر شد و بعد از آن وی یک تور کنسرت را آغاز کرد. آلبوم از نظر تجاری ناموفق بود و فقط ۲۰۰ نسخه از آن به فروش رسید؛ پیش از این که شرکت منتشرکنندهٔ آن در ماه دسامبر ورشکسته و منحل شود.
او سبک موسیقی‌اش را از گاسپل به سکولار تغییر داد، با گلن بالارد شروع به نوشتن ترانه کرد و در ۱۷ سالگی به لس آنجلس مهاجرت کرد. مدت کوتاهی در سال ۲۰۰۳، او با نام کاترین پری اجرا می‌کرد تا او را با کیت هادسن اشتباه نگیرند. بعدها او از نام خانوادگی مادرش استفاده کرد و نام هنری کیتی پری را برگزید. بعد از امضای قرارداد با شرکت آی‌دی‌جی‌ام‌جی، خوانندهٔ زن گروه ماتریکس شد و با آن‌ها کار بر روی آلبومی را آغاز کرد. اما شرکت پیش از اتمام آلبوم، آن را کنسل کرد. کمی بعد شرکت قرارداد او را فسخ کرد و آلبومی هم که با بالارد ضبط کرده بود، منتشر نشد. پس از این پری با کلمبیا رکوردز قرارداد امضاء کرد، اما خیلی زود این کمپانی هم او را کنار گذاشت. در این مدت، او با کمپانی مستقلی به نام تاکسی موزیک کار می‌کرد.
پری پیش از موفقیت غیرمنتظره‌اش، موفقیت‌های کوچکی هم داشت. یکی از آهنگ‌هایی که وی با بالارد برای آلبومشان ضبط کرده بود، «ساده» نام داشت و از آن در موسیقی متن فیلم خواهری شلوارهای مسافر استفاده شد. او هم‌خوان آهنگ «عادت‌های قدیمی سخت از سر می‌افتند» از میک جگر بود که از آن در فیلم الفی نیز استفاده شد. در سپتامبر ۲۰۰۴ بلندر او را «ستارهٔ آینده» خواند. او در آهنگ فعلاً خداحافظ گروه پی.او.دی. از هم‌خوان‌ها بود و در انتهای موزیک‌ویدئوی این آهنگ در سال ۲۰۰۶ نام او نوشته شد. در همان سال پری در موزیک‌ویدئوی کربن لیف به نام «یادگیری پرواز» ایفای نقش کرد.

### ۲۰۰۷–۲۰۰۹: موفقیتیکی از پسرها

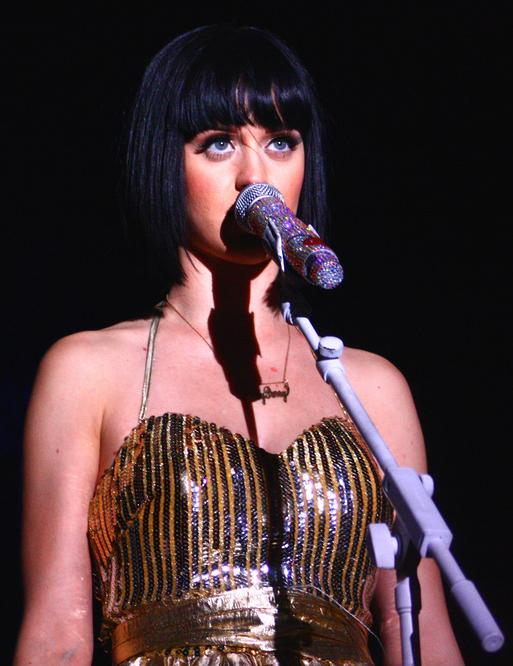
اجرای تور سلام کیتی در دیترویت، میشیگان، مارس ۲۰۰۹

بعد از کنار گذاشته شدن توسط کلمبیا رکوردز، مدیر تبلیغات شرکت کلمبیا او را به جیسون فلام، رئیس ویرجین رکوردز معرفی کرد. فلام قانع شد که پری می‌تواند ستارهٔ موفقی بشود؛ بنابراین در آوریل ۲۰۰۷، گروه کپیتال رکوردز که با همکاری ویرجین و کلمبیا رکوردز به وجود آمده بود، با او قرارداد امضاء کرد. این کمپانی برای «ایجاد سر و صدا» ترتیبی داد تا وی با دکتر لوک دیدار کند. پری و دکتر لوک، دو آهنگ «دختری را بوسیدم» و «داغ و سرد» از آلبوم دوم او یعنی یکی از پسرها را با هم نوشتند. فعالیت‌هایی در نوامبر ۲۰۰۷ و با انتشار آهنگ «خیلی گی‌ای» آغاز شد تا کیتی به پری به بازار موسیقی شناسانده شود. یک آلبوم چندآهنگه به همراه «خیلی گی‌ای» منتشر شد. مدونا با تحسین از این آهنگ در برنامهٔ رادیویی جان‌جی و ریچ در آوریل ۲۰۰۸، باعث بیشتر شدن شهرت آن شد. در مارس ۲۰۰۸، پری در نقش کوتاهی به عنوان یک خوانند کلاب در سریال وایلدفایر بازی کرد.
پری «دختری را بوسیدم» را به عنوان اولین تک‌آهنگش را با کپیتال و آهنگ اصلی آلبوم یکی از پسرها در ۲۸ آوریل ۲۰۰۸ منتشر کرد. اولین ایستگاه رادیویی که این آهنگ را پخش کرد، دبلیوآروی‌دبلیو در نشویل بود، زیرا با تماس‌های متعدد مشتاقان برای پخش آن مواجه شده بود. این آهنگ در فهرست ۱۰۰ آهنگ داغ مجله بیلبورد در آمریکا به رتبهٔ ۱ دست یافت. یکی از پسرها در ۱۷ ژوئن انتشار یافت و با نقدهای متفاوتی روبه‌رو شد و در فهرست بیلبورد ۲۰۰ در آمریکا به رتبهٔ نهم دست یافت. «داغ و سرد» که در ۹ سپتامبر منتشر شد، دومین آهنگ موفق آلبوم بود که در فهرست بیلبورد در آمریکا سوم و در آلمان، کانادا، هلند و اتریش اول شد. آهنگ‌های «فکر کردن به تو» و «بیداری در وگاس» نیز به ۳۰ آهنگ برتر بیلبورد راه یافتند.
پس از پایان تور وارپد در سال ۲۰۰۸، پری تور اختصاصی خودش، سلام کیتی را از ۲۳ ژانویه ۲۰۰۹ تا نوامبر ۲۰۰۹ اجرا کرد. در ۴ اوت ۲۰۰۹، او در ابتدای تور تابستانی نو داوت اجرا کرد. آلبومی که پری با گروه ماتریکس در سال ۲۰۰۴ ضبط کرده بود، بعد از موفقیت انفرادی او منتشر شد. با وجود این پری درخواست کرده بود این آلبوم پس از انتشار قطعه چهارم آلبوم یکی از پسرها منتشر بشود، اما این آلبوم در ۲۷ ژانویه ۲۰۰۹ در آی‌تیونز پیش از انتشار «بیداری در وگاس» ، انتشار یافت. در ۲۲ ژوئیه ۲۰۰۹، پری آلبوم زنده‌ای به نام ام‌تی‌وی آنپلاگد ضبط کرد که شامل اجرای آگوستیک قطعات یکی از پسرها و دو آهنگ جدید بود. این آلبوم در ۱۷ نوامبر ۲۰۰۹ منتشر شد. پری همچنین در دو تک‌آهنگ هنرمندان دیگر خواند و در آهنگ «استارزتراک» گروه تری‌اوه‌تری در سال ۲۰۰۹ و در آهنگ اگه دوباره همدیگرو ببینیم از تیمبلند در ژانویه ۲۰۱۰ حضور داشت. رکوردهای جهانی گینس در سال ۲۰۱۰، نام او را به خاطر فروش ۲ میلیون نسخه از تک‌آهنگ‌هایش، به عنوان «بهترین شروع یک خوانندهٔ زن در چارت‌های آمریکا» ثبت کرد.
در پاسخ به شایعهٔ مخالفت والدین پری با موسیقی و حرفهٔ او، او به ام‌تی‌وی گفت که آن‌ها هیچ مخالفتی با موفقیت او ندارند. پس از پایان رابطهٔ او با مک‌کوی در سال ۲۰۰۸، پری در تابستان ۲۰۰۹ بر سر صحنهٔ فیلم‌برداری فیلم بیارش گریک، با همسر آینده‌اش راسل برند آشنا شد. در آن صحنه این دو یکدیگر را می‌بوسند که از نسخهٔ نهایی فیلم حذف شد. او پس از این‌که برند را دوباره در مراسم جوایز سالیانه ویدئو موزیک ام‌تی‌وی ملاقات کرد، با او رابطه‌ای را شروع کرد. این زوج در ۳۱ دسامبر ۲۰۰۹، در تعطیلاتشان در راجستان، نامزد کردند.

### ۲۰۱۰–۲۰۱۲:رؤیای نوجوانیو ازدواج

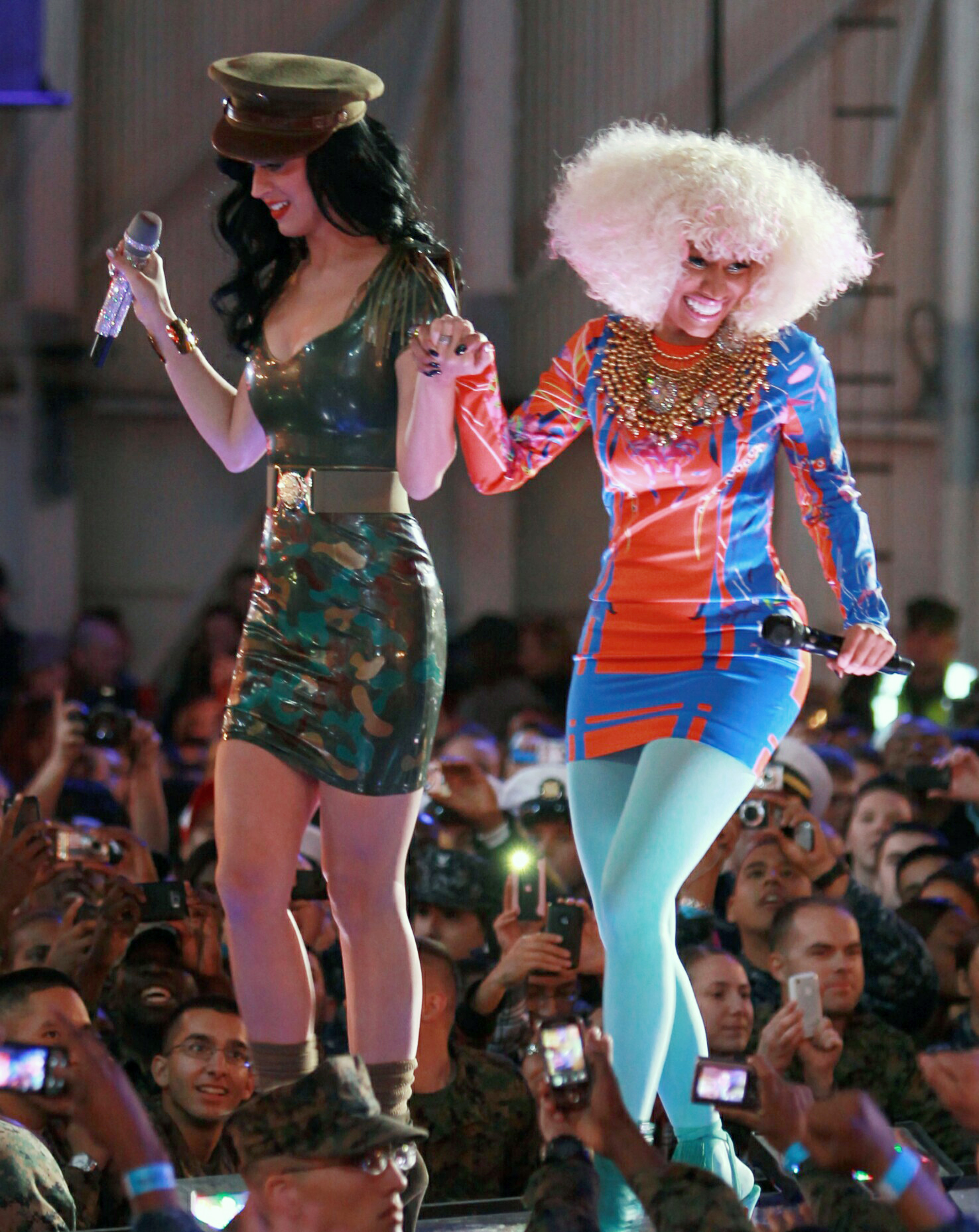
پری و نیکی میناژ درحال اجرای مشترک در دسامبر ۲۰۱۱

پس از حضور به عنوان داور مهمان در برنامهٔ امریکن آیدل، پری آهنگ «دختران کالیفرنیا» را با همراهی اسنوپ داگ در ۷ مه ۲۰۱۰ منتشر کرد. این نخستین آهنگ منتشر شده از سومین آلبوم استودیویی وی، رویای نوجوانی بود و در ماه ژوئن در فهرست بیلبورد به رتبه ۱ رسید. او به عنوان داور مهمان در مسابقه ایکس فاکتور بریتانیا نیز حاضر شد. تک‌آهنگ بعدی این آلبوم یعنی «رویای نوجوانی» در ژوئیه انتشار یافت. «رؤیای نوجوانی» در ماه سپتامبر به رتبهٔ ۱ بیلبورد دست یافت. آلبوم رؤیای نوجوانی در ۲۴ اوت ۲۰۱۰ منتشر شد و در فهرست ۲۰۰ بیلبورد در رتبهٔ ۱ قرار گرفت. از منتقدان نظرات متفاوتی دریافت کرد و ۵٫۷ میلیون نسخه در دنیا فروخت. «آتش‌بازی» در ماه اکتبر به عنوان سومین تک‌آهنگ آلبوم منتشر شد و این آهنگ هم برای سومین بار پیاپی در ۸ دسامبر ۲۰۱۰ به رتبهٔ ۱ بیلبورد رسید.
نسخهٔ ریمیکس‌شده آهنگ «ئی.تی.» با همراهی کانیه وست به عنوان چهارمین تک‌آهنگ آلبوم در ۱۶ فوریه ۲۰۱۱ انتشار یافت. این آهنگ ۵ هفتهٔ غیر متوالی در صدر ۱۰۰ آهنگ داغ بیلبورد بود و رؤیای نوجوانی را به نهمین آلبوم تاریخ تبدیل کرد که چهار تک‌آهنگ با رتبهٔ ۱ در فهرست بیلبورد داشته‌است. «آخرین شب جمعه» در ژوئن منتشر شد و پری به نخستین هنرمند زن و دومین هنرمند پس از مایکل جکسون تبدیل شد که پنج تک‌آهنگ او در صدر فهرست ۱۰۰ آهنگ داغ بیلبورد قرار گرفته‌است. در ۷ سپتامبر، او با گذراندن ۶۹ هفتهٔ متوالی در صدر این فهرست، رکورد دیگری را ثبت کرد. در ماه اکتبر، ششمین تک‌آهنگ آلبوم، «آن کسی که ول کرد» منتشر شد و در فهرست ۱۰۰ آهنگ داغ به رتبه ۳ رسید و در چارت کشور کانادا دوم شد. در ۱۳ فوریه ۲۰۱۲، کپیتال تک‌آهنگ «بخشی از من» از آلبوم رؤیای نوجوانی: شیرینی کامل را منتشر کرد که این آهنگ هم در فهرست ۱۰۰ آهنگ داغ به رتبهٔ ۱ رسید و در مجموع هفتمین تک‌آهنگ پری با رتبهٔ ۱ در این فهرست شد. رؤیای نوجوانی: شیرینی کامل در ۲۳ مارس انتشار یافت. «کاملاً هوشیار» در ۲۲ مه منتشر شد و در فهرست ۱۰۰ آهنگ داغ دوم و در کشورهای کانادا و نیوزلند اول شد. بر پایهٔ گزارش نیلسن ساونداسکن در ۵ ژانویه، با فروش ۳۷٫۶ میلیون نسخه از آثارش، به ششمین هنرمند پرفروش دیجیتالی در ایالات متحده تبدیل شد. در همان ماه، او به نخستین هنرمندی تبدیل گردید که ۵ تک‌آهنگش بیش از ۵ میلیون نسخه به صورت دیجیتالی فروش داشته‌است.
از ۲۰ فوریه ۲۰۱۱ تا ۲۲ ژانویه ۲۰۱۲ پری تور رویاهای کالیفرنیا را برای تبلیغ آلبوم رؤیاهای نوجوانی انجام داد و بیش از ۵۹ میلیون دلار در سرتاسر دنیا درآمد کسب کرد. در ۲۳ سپتامبر ۲۰۱۱، او در افتتاحیه جشنواره راک ریو، در کنار التون جان، کلودیا لیت و ریانا اجرا کرد. در سپتامبر ۲۰۱۰ قرار بود تا پری در اولین قسمت از فصل چهل‌ویکم برنامهٔ سسمی استریت حضور داشته باشد. بعد از آن‌که ویدئوی اجرای او در یوتیوب قرار گرفت، بینندگان به دلیل به نمایش گذاشتن چاک سینه از او انتقاد کردند. چهار روز پیش از روی آنتن رفتن برنامه، اعلام شد که این برنامه در تلویزیون پخش نخواهد شد، ولی بر روی اینترنت برای تماشا باقی خواهد ماند. پری کمی بعد، در اجرایش در برنامه ساتردی نایت لایو این جنجال‌ها را با پوشیدن پیراهنی با طرح المو، یکی از شخصیت‌های سسمی استریت و به نمایش گذاشتن مقدار زیادی از چاک سینه‌اش به تمسخر گرفت.
در دسامبر ۲۰۱۰، پری در اپیزود «دعوای پیش از کریسمس» در سریال سیمپسون‌ها به عنوان مهمان صداپیشگی کرد. در فوریه ۲۰۱۱، او در سریال آشنایی با مادر در اپیزودی به نام «اوه عزیزم» در نقش هانی بازی کرد. او به همین خاطر برنده جایزه بهترین بازیگر مهمان جوایز برگزیدهٔ مردم در ژانویه ۲۰۱۲ شد. فیلم اسمورف‌ها که او در آن در نقش اسمرفت بازی کرده بود، در ۲۰ ژوئیه ۲۰۱۲ اکران شد و از نظر تجاری موفق بود، ولی در مقابل منتقدان از آن راضی نبودند. در ۱۰ دسامبر ۲۰۱۰، او مجری ستردی نایت لایو شد، در آن قسمت روبین مهمان برنامه بود. منتقدان اجرای او در این قسمت را تحسین کردند. در مارس ۲۰۱۲، او در نقش یک محافظ به نام ریکی در سریال داستان زندگی هوپ بازی کرد. در ۵ ژوئیه ۲۰۱۲، مستند کیتی پری: بخشی از من که دربارهٔ زندگی وی بود، توسط پارامونت پیکچرز در سینماها اکران شد. فیلم با استقبال منتقدان روبه‌رو شد و بیش از ۳۰ میلیون دلار در دنیا فروخت.

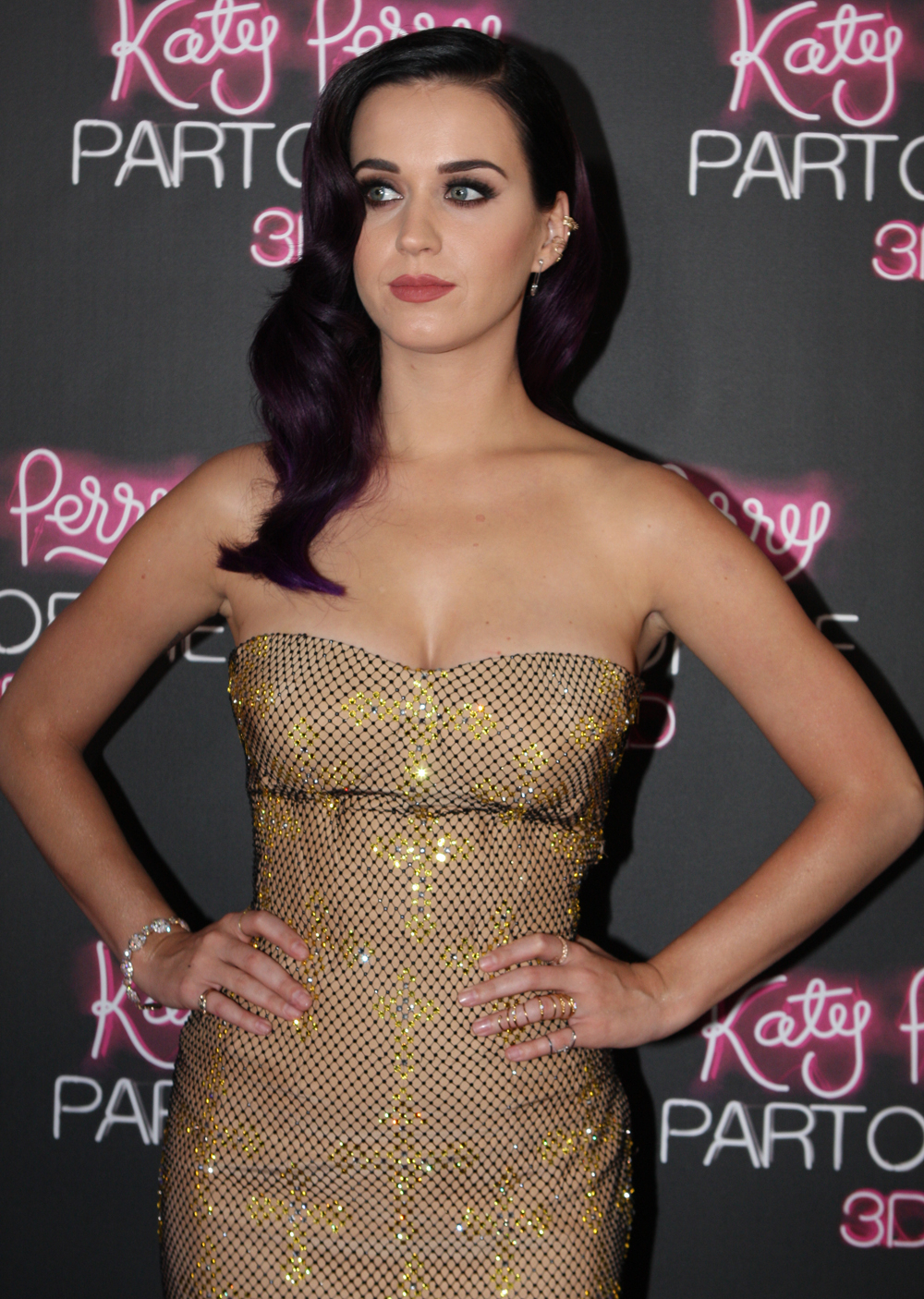
کیتی پری در نمایش افتتاحیه فیلم کیتی پری: بخشی از من در استرالیا، ژوئن ۲۰۱۲

پری با عرضهٔ عطر پور در نوامبر ۲۰۱۰ وارد دنیای تجارت شد. عطر دوم وی، میو! نام داشت و در دسامبر ۲۰۱۱ وارد بازار شد. هر دوی این عطرها از طریق فروشگاه‌های نورداستروم عرضه شدند. الکترونیک آرتس او را برای بستهٔ ویژه بازی سیمز ۳: وقت نمایش استخدام کرد و در ژوئن ۲۰۱۲ یک بسته تکمیلی شامل اثاث، لباس و مدل موهای الهام گرفته شده از او، با نام سیمز ۳: هدیهٔ شیرین کیتی پری منتشر نمود. در ماه ژوئیه، او سخنگو و سفیر پاپ‌چیپس شد و در این کمپانی سرمایه‌گذاری کرد. در فهرست «پردرآمدترین زنان در موسیقی» مجلهٔ فوربز در سال ۲۰۱۱، وی با درآمدی ۴۴ میلیون دلاری در ردهٔ سوم جای داشت و در سال ۲۰۱۲ با ۴۵ میلیون دلار پنجم بود. بیلبورد در سال ۲۰۱۲ او را به عنوان «زن سال» برگزید.
در ۲۳ اکتبر ۲۰۱۰، پری در مراسمی که به شکل سنت هندوها در راجستان برگزار می‌شد، با راسل برند ازدواج کرد. برند در ۳۰ دسامبر ۲۰۱۱ اعلام کرد که بعد ۱۴ ماه، آن‌ها از هم جدا می‌شوند. پری بعداً اعلام کرد که تداخل حرفهٔ او و خواستهٔ برند مبنی بر بچه‌دار شدن باعث پایان ازدواجشان شده‌است و این که برند بعد از ارسال پیامکی مبنی بر این‌که می‌خواهد طلاق بگیرد، دیگر با او صحبت نکرده‌است. در ابتدا او در مورد این طلاق ناراحت بود و گفت که به خودکشی هم فکر کرده بود. بعد از رسمی شدن طلاق در سال ۲۰۱۲، او در اوت همان سال رابطه‌ای را با جان مایر آغاز کرد.

### ۲۰۱۳–۲۰۱۵:منشورو سوپر بول ۴۹

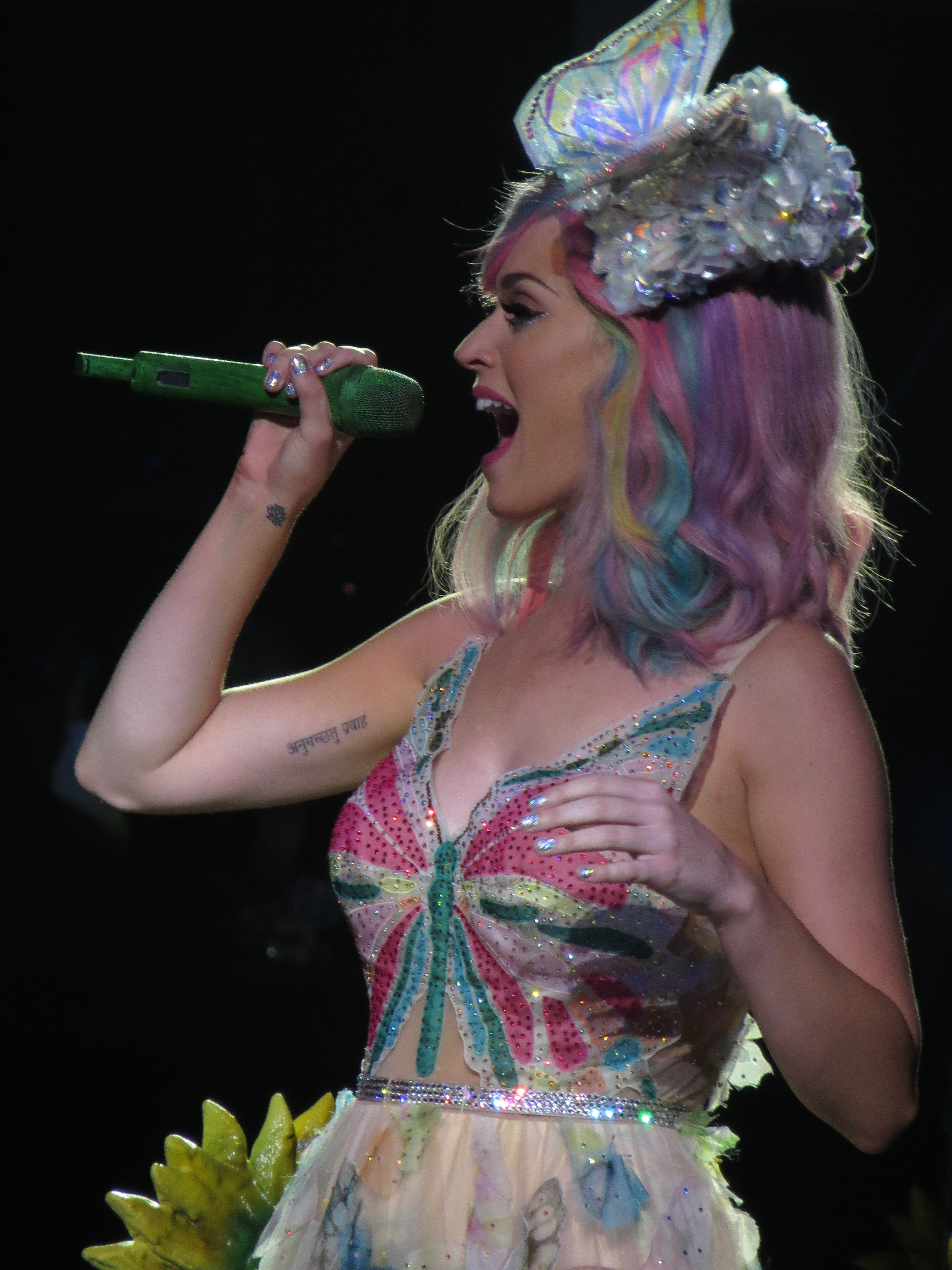
پری در حال اجرا در تور جهانی منشوری، ۱۷ مهٔ ۲۰۱۴‏

در نوامبر ۲۰۱۲، پری کار بر روی آلبوم چهارمش، منشور را آغاز کرد. با وجود این‌که در ژوئن ۲۰۱۲ به مجلهٔ ووگ گفته بود می‌خواهد این آلبوم حاوی «عناصر تاریک‌تر» باشد، پری در مراسم جوایز ام‌تی‌وی ۲۰۱۳ در مصاحبه با این شبکه گفت که پس از تفکر در این‌باره به این نتیجه رسیده که جهت آلبوم را تغییر دهد. «غرش» به عنوان اولین تک‌آهنگ در ۱۳ اوت ۲۰۱۳ منتشر شد و به رتبهٔ ۱ بیلبورد رسید. «بدون شرط» دومین تک‌آهنگ این آلبوم بود که در ۱۶ اکتبر ۲۰۱۳ انتشار یافت.
منشور در ۱۸ اکتبر ۲۰۱۳ منتشر شد و در فهرست بیلبورد ۲۰۰ در رتبهٔ اول جای گرفت. «اسب تیره» در ۱۷ دسامبر ۲۰۱۳ منتشر شد و در ۲۹ ژانویه ۲۰۱۴ تبدیل به نهمین تک‌آهنگ رتبه یکی وی شد. در سال ۲۰۱۴، «زادروز» و «این‌جوری انجامش می‌دهیم» منتشر شدند. همچنین او به همراه مایر آهنگ «کسی که عاشقشی» را ساخت که در ۱۲ اوت ۲۰۱۳ منتشر شد. پری سومین تور جهانی‌اش با نام تور جهانی منشوری را در ۷ مه ۲۰۱۴ در اروپا آغاز کرد و در آمریکای شمالی، اقیانوسیه، آسیا و آمریکای جنوبی ادامه خواهد داد.
در اوت ۲۰۱۳، فدراسیون بین‌المللی صنعت صدانگاری او را در فهرست بهترین هنرمندان دنیا در رتبهٔ پنجم قرار داد. در همان ماه عطر ملکه قاتل به عنوان سومین عطر پری توسط شرکت کوتی اینکورپوریتد وارد بازار شد. در ۲۶ ژوئن ۲۰۱۴، انجمن صنعت ضبط موسیقی ایالات متحده آمریکا او را با فروش بیش از ۷۲ میلیون نسخه از تک‌آهنگ‌هایش به صورت دیجیتال، پرفروش‌ترین هنرمند تاریخ در ایالات متحده اعلام کرد.

پری و پارمیس خطیبی تحلیلگر سیاسی ایرانی در ژوئیه ۲۰۱۴

در کنار حرفه موسیقی‌اش، او صداپیشگی نقش اسمورفت در فیلم اسمورف‌ها ۲ را، همانند قسمت نخست فیلم انجام داد. این فیلم در ۳۱ ژوئیه ۲۰۱۳ اکران شد و همانند فیلم قبلی از تجاری موفق بود، اما منتقدان به آن بازخورد منفی نشان دادند. در مارس ۲۰۱۴، او در قسمت پایانی فصل اول سریال کرول شو بازی کرد. وی در فهرست «پردرآمدترین زنان در موسیقی» مجلهٔ فوربس در سال ۲۰۱۳ در رتبهٔ هفتم جای گرفت و در سال ۲۰۱۵ نیز فوربس لیستی از پردرآمدترین افراد معروف را در سر تا سر جهان عرضه کرد که پری با درآمدی بالغ بر ۱۳۵ میلیون دلار بعد از دو بکسور قرار گرفت و در مقام سوم جای گرفت و توانست رکورد مدونا در سال ۲۰۱۳ که پردرآمدترین زن در جهان بود را بشکند و بتواند پردرآمدترین زن در جهان شود. در فوریه ۲۰۱۴، او به رابطه‌اش با مایر پایان داد.

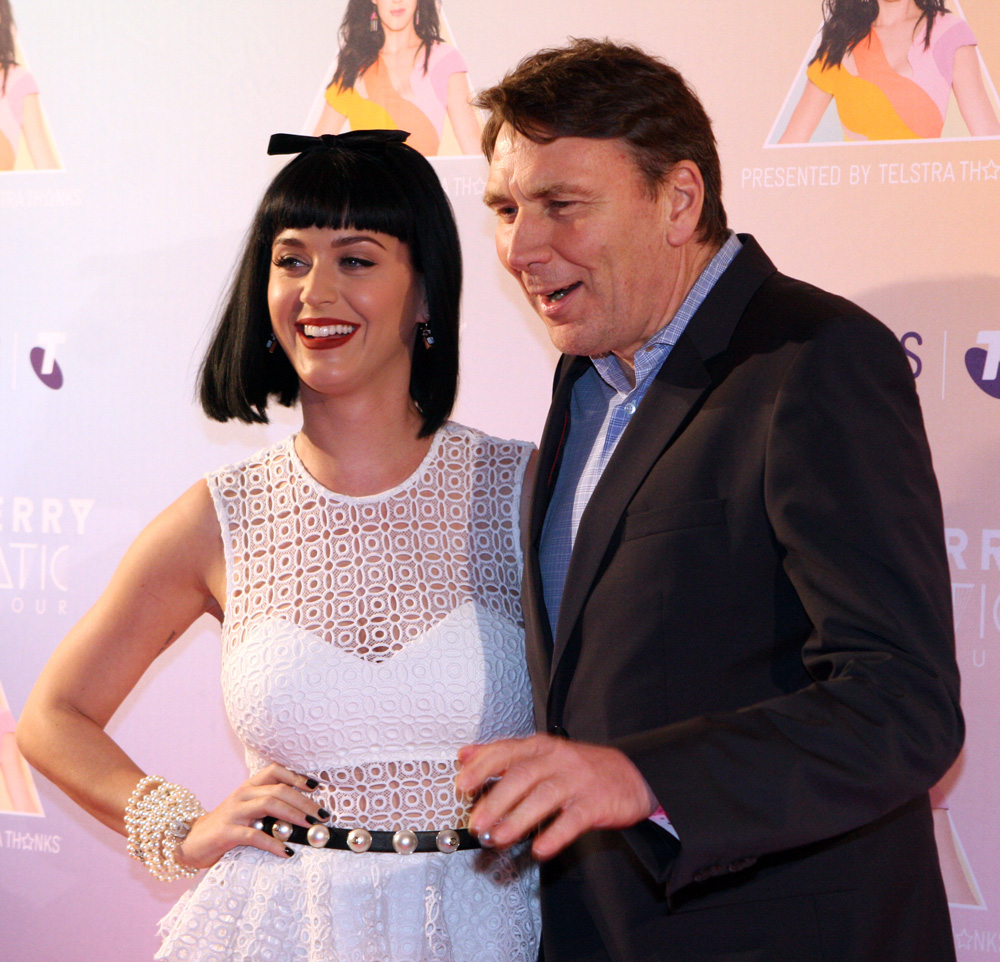
پری و دیوید تودی، کارآفرین استرالیایی در مارس ۲۰۱۴

در ۲۳ نوامبر ۲۰۱۴ ان‌اف‌ال اعلام کرد که کیتی پری در برنامهٔ بین دو نیمهٔ سوپربول ۴۹ در ۱ فوریه ۲۰۱۵ اجرا خواهد داشت به همراه دو مهمان ویژه لنی کراویتز و میسی الیوت. اجرای پری ۱۱۸٫۵ میلیون بیننده در ایالات متحده داشت و به پربیننده‌ترین شو در تاریخ سوپربول تبدیل شد. تعداد بینندگان اجرای پری از بینندگان خود بازی که ۱۱۴٫۴ میلیون نفر بود، نیز بیشتر بود. در مارس ۲۰۱۵، او در مستندی دربارهٔ همسر سابقش، راسل برند حضور پیدا کرد و همچنین فیلمی به نام کیتی پری: تور جهانی منشوری از تور جهانی او که با همین نام بود، منتشر شد. کیتی همچنین در ویدئوی ترانهٔ هرزه، من مدونا هستم از مدونا حضور داشت. در ژوئیه ۲۰۱۵ پری عطری جدید به نام شربت عشق شیفته را توسط کوتی وارد بازار کرد. در فوریه ۲۰۱۶ کیتی در نقش خودش حضوری در فیلم زولندر ۲ داشت.

### ۲۰۱۶–۲۰۱۸: آلبومگواهوامریکن آیدل

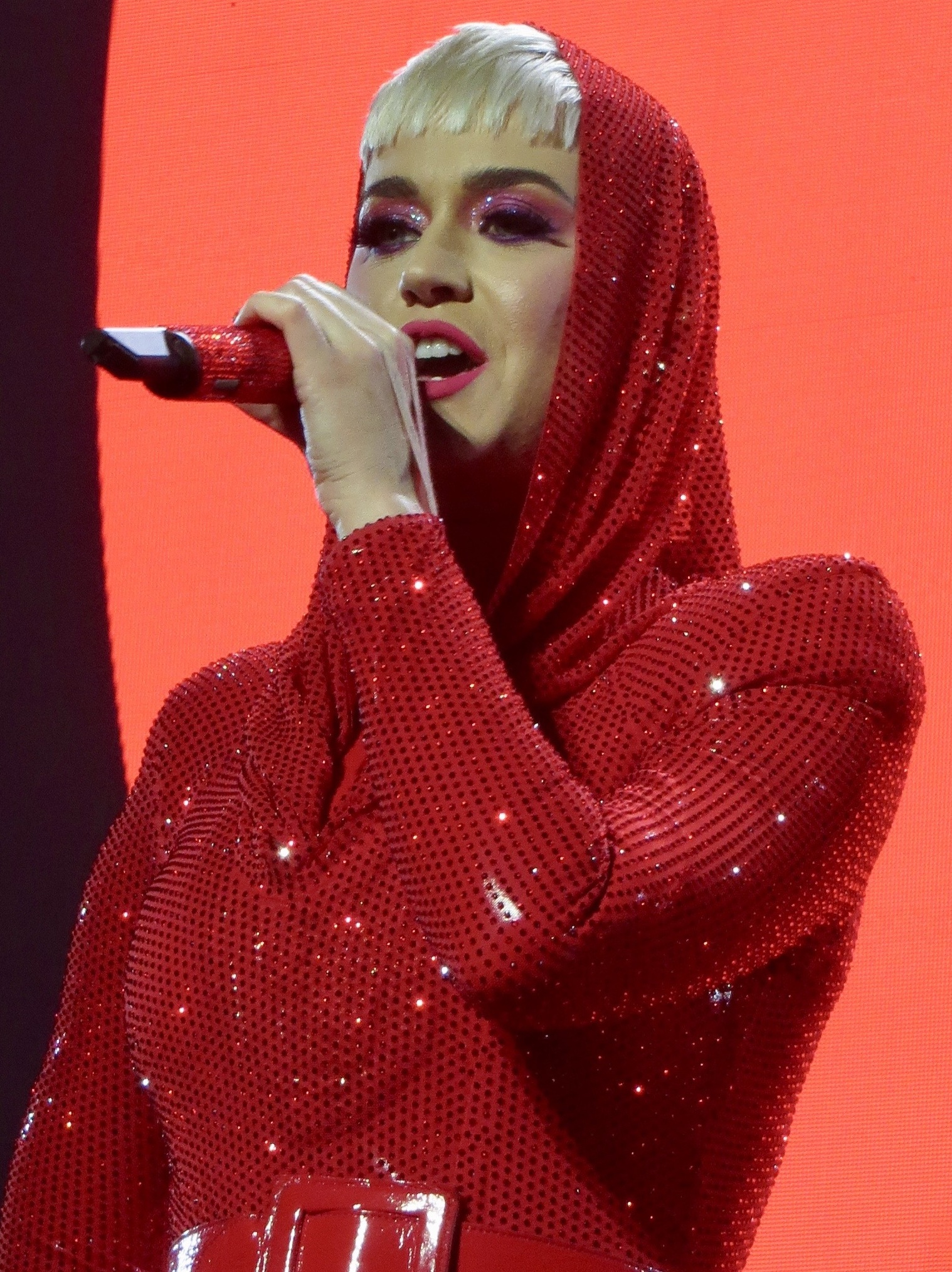
پری درحال اجرا در گواه: تور، ۲۴ ژوئن ۲۰۱۸‏

پری در می ۲۰۱۶ تأیید کرد که در حال کار روی آهنگ جدیدی است. او در ۱۴ ژوئیه ۲۰۱۶ تک‌آهنگ بالا رفتن را منتشر کرد. این تک‌آهنگ از طرف ان‌بی‌سی اسپورت برای بازی‌های المپیک تابستانی ۲۰۱۶ منتشر شد. پری این ترانه را به‌جای نگه‌داری و انتشار با یک آلبوم به‌تنهایی منتشر کرد به دلیل اینکه اکنون برای جهان ما بیش از پیش، نیاز به همبستگی هست. ان‌بی‌سی اسپورت این ترانه را سخنگویی مستقیم با روح المپیک و ورزشکارانش برای تم‌های الهام‌بخشش توصیف کرد. این ترانه در استرالیا به رتبهٔ اول رسید و در آمریکا نیز به مقام یازدهم دست یافت. در ماه اوت، پری اظهار داشت که او آرزو دارد چیزی را بسازد که اتصال می‌دهد؛ رابطه برقرار می‌کند و الهام‌بخش است و همچنین به رایان سیکرست گفت او عجله‌ای برای آلبوم پنجمش ندارد و همچنین اضافه کرد من فقط سرگرمی زیادی دارم ولی تهیه‌کنندگان، همکاران و سبک‌های مختلف را تجربه و امتحان می‌کنم.
در ۱۰ فوریه ۲۰۱۷ پری ترانهٔ زنجیر شده به ریتم را با همراهی اسکیپ مارلی به عنوان اولین تک‌آهنگ آلبوم جدیدش منتشر کرد که در مجارستان به رتبه اول 
رسید و در آمریکا چهارم شد. نوش جان دومین تک‌آهنگ آلبوم با همراهی میگوس در ۲۸ آوریل همان سال منتشر شد.سوئیش سوئیش نیز که سومین تک‌آهنگ آلبوم به‌شمار می‌رفت در ۱۹ مه ۲۰۱۷ با همراهی نیکی میناژ منتشر شد. آلبوم گواه در ۹ ژوئن ۲۰۱۷ منتشر شد و در آمریکا به مقام اول رسید. پری همراه با انتشار آلبوم در همان روز اقدام به پخش زندهٔ خود در یوتیوب کرد که تا دوازدهم همان ماه به‌طول انجامید. این پخش بیش از ۴۹ میلیون بازدید از ۱۹۰ کشور جهان داشت. در ۱۵ ژوئن کالوین هریس تک‌آهنگ احساسات را منتشر کرد که پری در آن با بیگ شان و فارل ویلیامز همکاری می‌کند.گواه: تور تور این آلبوم بود که از سپتامبر ۲۰۱۷ تا ژوئن ۲۰۱۸ برگزار شد. هی هی هی چهارمین تک‌آهنگ آلبوم نیز در ۱۲ ژانویه ۲۰۱۸ منتشر شد. در ۱۵ نوامبر ۲۰۱۸ وی تک‌آهنگی کریسمسی به نام کریسمس کوچک راحت منتشر کرد. پری در سال ۲۰۱۹ تک‌آهنگ‌های همکاری ۳۶۵ (با زد) و به آرامی (ریمیکس) (با ددی یانکی) را منتشر کرد. در ادامه سه آهنگ غیرتک‌آهنگ واقعاً تموم نشده، صحبت کوتاه و هارلیز در هاوایی در همان سال و هیچوقت سفید نپوشیدم در سال ۲۰۲۰ توسط پری منتشر شدند.
خارج از دنیای ضبط و موسیقی پری در فوریه ۲۰۱۶ در فیلم زولندر ۲ در نقش خودش حاضر شد. همچنین او به عنوان داور در امریکن آیدل ۲۰۱۸ حضور داشت. در فوریه ۲۰۱۷ پری یک خط تولید کفش را به نام «کلکسیون کیتی پری» راه‌اندازی کرد. در اوت همان سال او مجری جایزه موزیک ویدئوی ام‌تی‌وی ۲۰۱۷ شد. او قراردادی ۲۵ میلیون دلاری با شرکت پخش رسانه‌ای آمریکا برای داوری امریکن آیدل بست.
او از سال ۲۰۱۶ با بازیگر انگلیسی اورلاندو بلوم رابطه دارد. وی در سال ۲۰۲۰ اعلام کرد که شش ماه است که باردار است و وی و اورلاندو بلوم در انتظار تولد اولین فرزندشان هستند وی چند هفته بعد از اعلام خبر بارداری اش با انتشار عکسی از نامزدش اورلاندو در صفحه اینستاگرامش اعلام کرد که فرزندش دختر است و قصد دارد نام مادربزرگش را روی دخترش بگذارد.

## هنرمندی

### تأثیرات
در اولین سال‌های فعالیت پری، سبک موسیقی او به موسیقی گاسپل متمایل بود و هدف او این بود که به اندازهٔ امی گرنت موفق شود. در ۱۵ سالگی او آهنگ «ملکه قاتل» از گروه کوئین را شنید و خودش می‌گوید که شنیدن این آهنگ الهام‌بخش او برای ادامه دادن حرفه موسیقی‌اش بوده‌است. او می‌گوید که از فردی مرکوری بیشتر از همه تأثیر گرفته‌است. کیتی برای ادای احترام به این گروه، او نام سومین عطرش را ملکه قاتل گذاشت. او از آلبوم پت ساوندز از گروه بیچ بویز به عنوان یکی از آثاری که تأثیر زیادی در کارش داشته، یاد می‌کند: «[این] یکی از مجموعه‌های مورد علاقه من است و تقریباً بر تمام ترانه‌سراییم تأثیر داشته‌است. تمام انتخاب‌های ملودی که می‌کنم به خاطر [این] است.» او همچنین با معتبر و قابل احترام دانستن آلبوم بیتلز از گروه بیتلز، گفت: «این دو آلبوم، تنها آلبوم‌هایی هستند که تقریباً دو سال پشت سر هم آن‌ها را گوش می‌دادم».
پری از آلانیس موریست و آلبوم او، قرص کوچک دندانه‌دار نیز به عنوان یکی از آثار تأثیرگذار در حرفه‌اش یاد کرده‌است. آلبوم فلیمینگ رد از پتی گریفین و بال‌های ۱۰ سنتی از جاناتا بروک از دیگر آثار تأثیرگذار در کارهای پری بوده‌اند. مستند کیتی پری: بخشی از من به‌طور عمده از مدونا: جرئت یا حقیقت تأثیر گرفته بود. پری از تحسین‌کنندگان مدوناست.

## دست‌آوردها

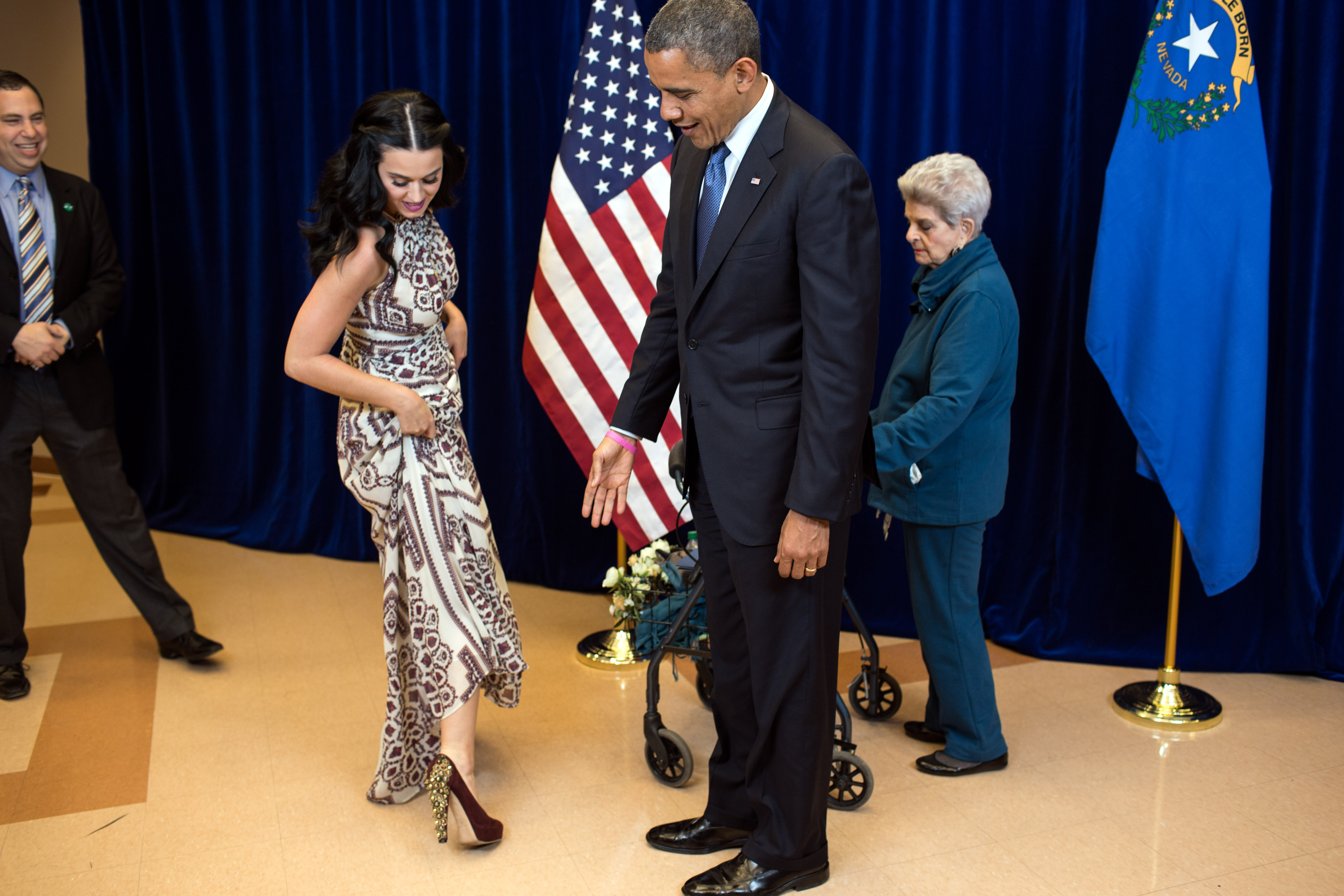
باراک اوباما رئیس‌جمهور وقت ایالات متحده، درحال اشاره به کفش‌های کیتی پری

در طول حرفه‌اش، پری پنج جایزه موسیقی آمریکا، هفت جایزه موزیک ویدئوی ام‌تی‌وی و چهارده جایزه برگزیده مردم برده و چهار رکورد گینس به نامش ثبت شده‌است. در سپتامبر ۲۰۱۲، بیلبورد او را «زن سال» نامید. از مه ۲۰۱۰ تا سپتامبر ۲۰۱۱، ۶۹ هفتهٔ متوالی در صدر فهرست بیلبورد ۱۰۰ بود و رکورد جدیدی به نام خودش ثبت کرد. رؤیای نوجوانی نخستین آلبوم یک هنرمند زن بود که ۵ تک‌آهنگ با رتبهٔ ۱ فهرست بیلبورد داشت و در کل بعد از آلبوم بد مایکل جکسون در رتبهٔ دوم قرار گرفت. فدراسیون بین‌المللی صنعت فونوگرافی (IFPI) او را بهترین هنرمند زن سال ۲۰۱۳ انتخاب کرد. تا سپتامبر ۲۰۱۴، او ۹ تک‌آهنگ با رتبهٔ ۱ بیلبورد داشته‌است که آخرین آن آهنگ «اسب تیره» بوده‌است.

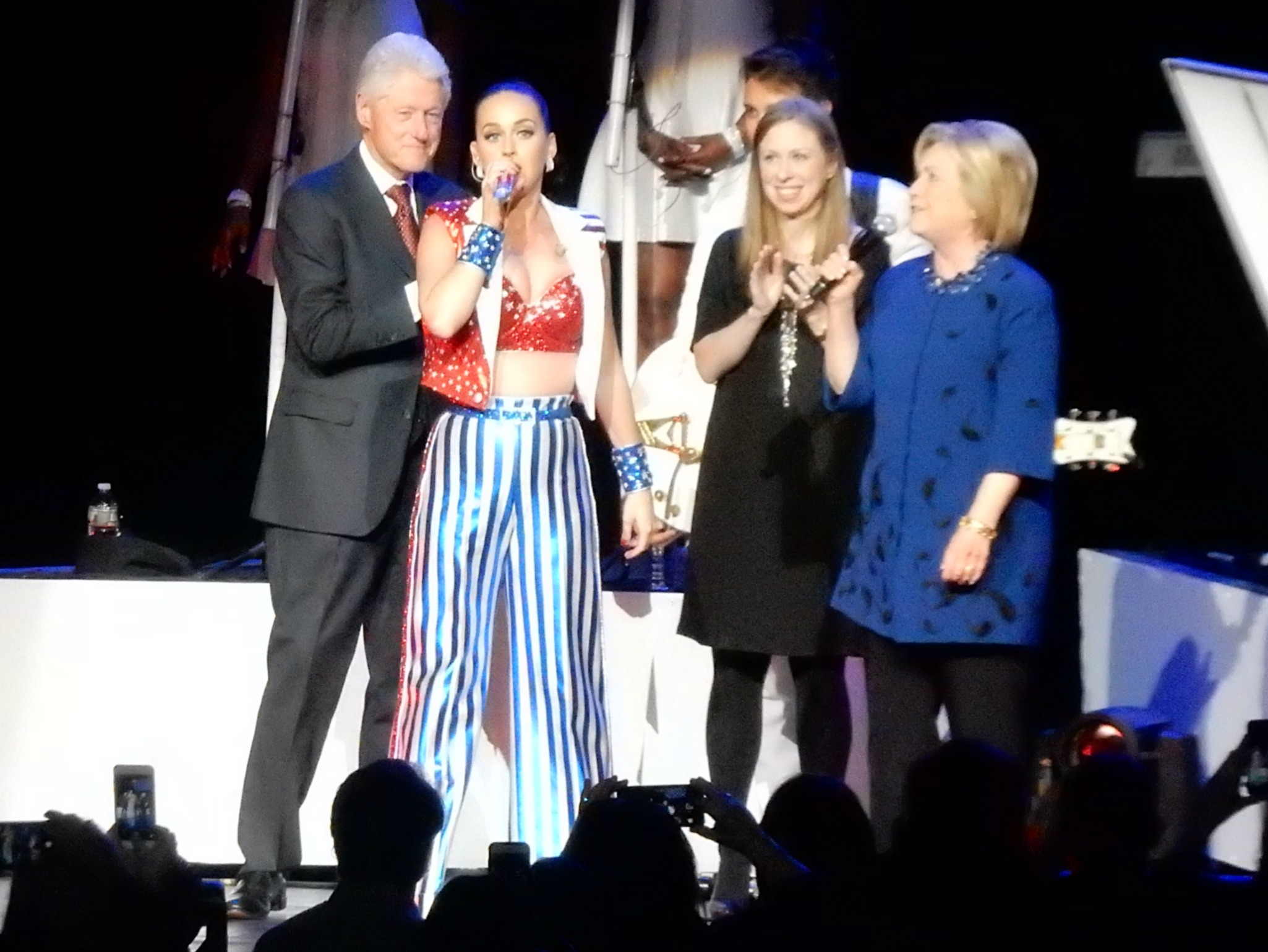
چپ به راست: بیل کلینتون، کیتی پری، چلسی کلینتون و هیلاری کلینتون در مارس ۲۰۱۶

بنا بر گزارش انجمن صنعت ضبط موسیقی ایالات متحده آمریکا، پری با فروش ۹۸ میلیون نسخه از تک‌آهنگ‌هایش، پرفروش‌ترین آثار را به صورت دیجیتال در ایالات متحده آمریکا دارد. تک‌آهنگ‌های «آتش‌بازی»، «ئی.تی.»، «دختران کالیفرنیا»، «دختری را بوسیدم»، «شب جمعه قبل»، «رؤیای نوجوانی»، «داغ و سرد»، «غرش» و «اسب تیره» هر کدام بیش از ۱۳ میلیون نسخه فروش داشته‌اند. پری ۴۰ میلیون نسخه آلبوم و ۱۴۹ میلیون نسخه از تک‌آهنگ‌هایش را به فروش رسانده‌است.
او در سال ۲۰۱۵ دو بار نامزد دریافت جایزه امی شد و در همین سال سه جایزه موسیقی آمریکا و دو بار جایزه بیلبورد را دریافت کرد و او بیشترین فروش دیجیتالی یک تک آهنگ را برای تک‌آهنگ اسب تیره دارد. او همچنین توانست بعد از ۵ سال دوباره در چهارم ژوئیه ۲۰۱۵ آهنگ آتش‌بازی را به رتبه ۲۴ جدول ایتیونز برساند.
تمام ۱۷ تک‌آهنگ کیتی پری، به علاوه دو تک‌آهنگ همکاری شده و یک آهنگ معمولی در لیست ۱۲۰ آهنگ دیجیتالی پرفروش تاریخ قرارگرفته اند، این افتخار بسیار بزرگیست، همچنین آهنگ اسب تیره و آتش‌بازی به ترتیب در رتبه‌های ۲ و ۳ این لیست قرار دارند. کیتی پری اولین و تنها هنرمند تاریخ است که سه تک آهنگ با فروش بیش از ۱۰ میلیون، برابر با نشان الماس، درامریکا دارد.

## سفر به فضا
در آوریل سال ۲۰۲۵ او همراه با پنج زن دیگر از جمله لورن سانچز در پرواز تاریخی کاملاً زنانه برفراز موشک بلو ارجین به فضا رفتند و پس از چند ساعت به زمین بازگشتند.

## آلبوم‌شناسی
- کیتی هادسن (۲۰۰۱)
- یکی از پسرها (۲۰۰۸)
- رویای نوجوانی (۲۰۱۰)
- منشور (۲۰۱۳)
- گواه (۲۰۱۷)
- لبخند (۲۰۲۰)
- ۱۴۳ (۲۰۲۴)

## فیلم‌شناسی
- اسمورف‌ها (۲۰۱۱)
- کیتی پری: بخشی از من (۲۰۱۲)
- اسمورف‌ها ۲ (۲۰۱۳)
- برند: دومین بازگشت (۲۰۱۵)
- کیتی پری:تور جهانی منشوری (۲۰۱۵)
- جرمی اسکات: طراح مردمی (۲۰۱۵)
- زولندر ۲ (۲۰۱۶)

## تورها
- تور سلام کیتی
- تور رؤیاهای کالیفرنیا
- تور جهانی منشوری
- گواه: تور